# زمین‌لرزه ۲۰۱۹ کشمیر
زمین‌لرزه ۲۰۱۹ کشمیر (انگلیسی: 2019 Kashmir earthquake) در ۲۴ سپتامبر ساعت ۱۶:۰۲ به وقت محلی در کشمیر آزاد بوقوع پیوست. این زمین‌لرزه در بزرگای گشتاوری ۵٫۶ و حداکثر شدت در مقیاس شدت مرکالی بود که باعث کشته شدن ۳۸ نفر و مجروح شدن ۷۲۳ نفر دیگر شد. این زمین‌لرزه در ناحیه کشمیر، پنجاب (پاکستان)، پنجاب (هند)، اوتاراکند و مناطق شمالی هند از جمله دهلی نو احساس شده‌است.